# Шуральов Володимир Михайлович
Володимир Михайлович Шуральов (3 квітня 1935, місто Ковров, тепер Владимирська область, Російська Федерація — 2 березня 2020, місто Москва) — радянський військовик, генерал армії (15.02.1989). Депутат Верховної Ради УРСР 10-го скликання. Кандидат у члени ЦК КПРС у 1986—1990 роках.

## Біографія
Народився в родині залізничника. Закінчив Ковровський технікум залізничного транспорту Владимирської області в 1954 році.
У 1954—1955 роках — технік-механік шляхових і будівельних машин, начальник гаража на будівництві залізничної ділянки дороги Кумертау — Тюрган (Башкирська АРСР).
У 1955 році призваний до Радянської армії. Закінчив Ташкентське танкове училище у 1958 році. Командував танковими взводом та ротою в Групі радянських військ у Німеччині.
Член КПРС з 1959 року.
У 1965 році закінчив Військову академію бронетанкових військ, призначений командиром танкового батальйону в Київському військовому окрузі. з 1967 року — начальник штабу танкового полку, з 1970 року — командир танкового полку, з 1971 по 1973 роки — начальник штабу мотострілецької дивізії у Київському військовому окрузі і Забайкальському військовому окрузі.
У 1975 році закінчив Військову академію Генерального штабу. З 1975 року — командир танкової дивізії в Прибалтійському військовому окрузі.
З 1977 року — 1-й заступник командувача, а з січня 1979 року — командувач 8-ї танкової армії у Прикарпатському військовому окрузі.
З липня 1980 року — командувач 2-ї гвардійської танкової армії в Групі радянських військ у Німеччині.
З березня 1984 року — 1-й заступник головнокомандувача Групи радянських військ у Німеччині.
З лютого 1985 року — командувач військ Білоруського військового округу.
З січня 1989 року — представник головнокомандувача Об'єднаних Збройних Сил держав — учасниць Варшавського договору в Національній народній армії Німецької Демократичної Республіки.
З 1990 року — заступник Міністра оборони СРСР — головний інспектор Міністерства оборони СРСР (звільнений з посади 14 грудня 1991 року).
З грудня 1991 року — начальник Вищих офіцерських курсів «Постріл» імені Маршала Радянського Союзу Шапошникова.
З квітня 1992 року — в запасі. Провідний аналітик Управління генеральних інспекторів Міністерства оборони Російської Федерації. Також кілька років працював консультантом у Генеральному штабі ЗС Росії.
Жив в Москві. Активно брав участь в політичному житті, член партії «Справедлива Росія».

## Військові звання
- генерал-лейтенант танкових військ (30.10.1981)
- генерал-полковник (29.04.1985)
- генерал армії (15.02.1989)

## Нагороди
- орден Пошани (18.11.2010)
- орден Леніна
- орден Жовтневої Революції
- орден Червоної Зірки
- орден «За службу Батьківщині у Збройних Силах СРСР» 3-го ступеня
- медалі СРСР
- ордени та медалі іноземних держав